# Leandro Alberti
Leandro Alberti, auch Alberto, Albertus, Leander, Dominicanus Bononiensis (* 12. Dezember 1479 in Bologna; † vermutlich 1552 ebenda) war ein italienischer Dominikaner und Historiker.

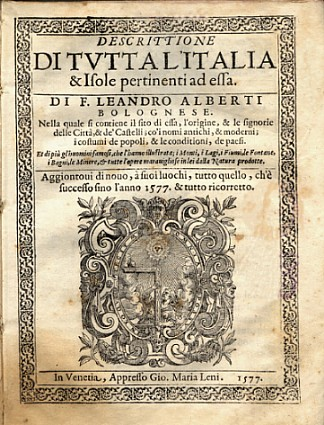
Titelblatt der Descrittione

## Leben
In seiner frühen Jugend erregte Alberti die Aufmerksamkeit des bolognesischen Rhetorikers Giovanni Garzoni, der sich freiwillig erbot, ihm als Tutor zu dienen. Er trat 1493 in den dominikanischen Orden ein und nach Beendigung seiner philosophischen und theologischen Studien wurde er von seinem Freund Francesco Silvestro nach Rom eingeladen. Er diente ihm als Sekretär und Gefährte bis zu Ferraris Tod im Jahr 1528. 1517 veröffentlichte er in sechs Büchern eine Abhandlung über berühmte Männer seines Ordens. Diese Arbeit ist durch unzählige Ausgaben in viele moderne Sprachen übersetzt worden. Außer mehreren Heiligenbiografien, von denen einige Papebroch in die Acta Sanctorum aufnahm, und einer Geschichte Madonna di San Luca veröffentlichte er (Bologna, 1514, 1543) eine Chronik seiner Geburtsstadt (Istoria di Bologna usw.) bis 1273. Sie wurde von Lucio Caccianemici bis 1279 fortgesetzt.
Der Ruhm von Alberti beruht hauptsächlich auf seinem Descrizione d'Italia (Bologna, 1550), ein Buch, in dem viele wertvolle topographische und archäologische Beobachtungen gefunden werden. Viele der heraldischen und historischen Tatsachen sind jedoch unbrauchbar, da Alberti dem unkritischen Werk von Annius von Viterbo folgte. Die Arbeit wurde 1567 ins Lateinische übersetzt, nachdem sie dreimal in italienischer Sprache erweitert worden war.
Er schrieb auch eine Chronik von 1499 bis 1552 und Skizzen von berühmtem Venetianern. Seine Erklärungen der Prophezeiungen des Abts Joachim und seiner Abhandlung auf die Anfänge der venetianischen Republik zeigen den Strom der historischen Kritik seines Tages an. Er war ein naher Freund der meisten zeitgenössischen Literaten, die ihn häufig berieten. Er lobte häufig die Briefe des  Dichters Giovanni Antonio Flaminio, der das zehnte Buch seiner Gedichte dem Mönch widmete. Kaum jemand hatte ein besseres Wissen über den Inhalt der meisten europäischen Bibliotheken als Alberti.